# 拜基夫齊 (科韋利區)
51°9′43″N 25°1′50″E / 51.16194°N 25.03056°E
拜基夫齊（烏克蘭語：Байківці），是烏克蘭的村落，位於該國西部沃倫州，由科韋利區負責管轄，始建於1773年，面積0.001平方公里，海拔高度173米，2001年該村落人口320。